# Associazione Sportiva Roma 2005-2006
Questa voce raccoglie le informazioni riguardanti l'Associazione Sportiva Roma nelle competizioni ufficiali della stagione 2005-2006.

## Stagione
Per la stagione 2005-06, dopo la fallimentare annata precedente, è scelto Spalletti. In campionato, tra la 17ª e la 27ª giornata, sono conseguite 11 vittorie consecutive: la penultima di queste è "macchiata" dal grave infortunio del capitano Totti. La settimana seguente, arriva il successo anche nel derby (2-0). Eliminata negli ottavi di Coppa UEFA, la Roma perde ancora la finale di Coppa Italia con l'Inter. Il quinto posto finale è rivalutato, alla luce delle sentenze di Calciopoli: le penalizzazioni di Milan e Fiorentina fanno salire i giallorossi in seconda posizione, con accesso alla Champions League.

## Divise e sponsor
Lo sponsor tecnico è Diadora, lo sponsor ufficiale è Mazda. La prima divisa è costituita da maglia rossa, pantaloncini bianchi e calzettoni neri, tutti con dettagli gialli e neri. In trasferta i Lupi usano una divisa costituita da maglia bianca, pantaloncini bianchi, calzettoni bianchi, con dettagli gialli e neri. Come terza divisa viene usato un kit costituito da maglia gialla, pantaloncini neri e calzettoni gialli. In Coppa UEFA viene usata in casa una divisa bianca con decorazioni giallorosse, mentre in Coppa Italia la stessa divisa è verde. I portieri usano tre divise: una nera, una grigia e una oro, tutte con dettagli giallorossi.
| Casa | Trasferta | Terza divisa | Europa | Coppa Italia | 1ª div. portiere | 2ª div. portiere | 3ª div. portiere |

## Rosa

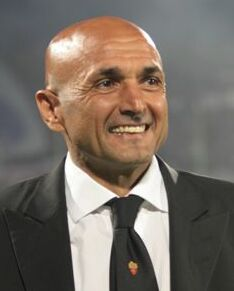
Il nuovo allenatore Luciano Spalletti

Di seguito la rosa.
| N. |                     | Ruolo | Calciatore                 |
| -- | ------------------- | ----- | -------------------------- |
| 1  | Italia (bandiera)   | P     | Gianluca Curci             |
| 2  | Italia (bandiera)   | D     | Christian Panucci          |
| 3  | Italia (bandiera)   | D     | Cesare Bovo                |
| 4  | Ghana (bandiera)    | D     | Samuel Kuffour             |
| 5  | Francia (bandiera)  | D     | Philippe Mexès             |
| 7  | Honduras (bandiera) | C     | Edgar Álvarez              |
| 8  | Italia (bandiera)   | C     | Alberto Aquilani           |
| 9  | Italia (bandiera)   | A     | Vincenzo Montella          |
| 10 | Italia (bandiera)   | A     | Francesco Totti (capitano) |
| 11 | Brasile (bandiera)  | C     | Rodrigo Taddei             |
| 12 | Italia (bandiera)   | P     | Francesco Maiorani         |
| 13 | Romania (bandiera)  | D     | Cristian Chivu             |
| 14 | Marocco (bandiera)  | C     | Houssine Kharja            |
| 15 | Francia (bandiera)  | C     | Olivier Dacourt            |
| 16 | Italia (bandiera)   | C     | Daniele De Rossi           |
| 17 | Italia (bandiera)   | C     | Damiano Tommasi            |
| 18 | Italia (bandiera)   | A     | Antonio Cassano            |
| 20 | Italia (bandiera)   | C     | Simone Perrotta            |

| N. |                         | Ruolo | Calciatore                |
| -- | ----------------------- | ----- | ------------------------- |
| 21 | Grecia (bandiera)       | P     | Dīmītrios Eleutheropoulos |
| 22 | Italia (bandiera)       | P     | Pietro Pipolo             |
| 24 | Italia (bandiera)       | C     | Luigi Sartor              |
| 25 | Argentina (bandiera)    | D     | Leandro Cufré             |
| 26 | Italia (bandiera)       | C     | Alessio Cerci             |
| 28 | Italia (bandiera)       | C     | Aleandro Rosi             |
| 29 | Italia (bandiera)       | C     | Leandro Greco             |
| 30 | Brasile (bandiera)      | C     | Mancini                   |
| 31 | Italia (bandiera)       | D     | Fabrizio Grillo           |
| 32 | Brasile (bandiera)      | P     | Doni                      |
| 33 | Italia (bandiera)       | D     | Gianluca Freddi           |
| 34 | Italia (bandiera)       | C     | Massimiliano Marsili      |
| 35 | Italia (bandiera)       | A     | Stefano Okaka             |
| 36 | Italia (bandiera)       | D     | Paolo Seppani             |
| 37 | Italia (bandiera)       | D     | Andrea Giacomini          |
| 33 | Italia (bandiera)       | D     | Daniele Magliocchetti     |
| 40 | RD del Congo (bandiera) | A     | Shabani Nonda             |

## Calciomercato
Di seguito il calciomercato.

### Sessione estiva(dal 1º/7 all'31/8)
| Acquisti | Acquisti                  | Acquisti      | Acquisti              |
| R.       | Nome                      | da            | Modalità              |
| -------- | ------------------------- | ------------- | --------------------- |
| C        | Houssine Kharja           | Ternana       | prestito              |
| A        | Shabani Nonda             | Monaco        | svincolato            |
| D        | Samuel Kuffour            | Bayern Monaco | svincolato            |
| C        | Rodrigo Taddei            | Siena         | svincolato            |
| P        | Dimitrios Eleftheropoulos | Messina       | svincolato            |
| D        | Gianluca Comotto          | Torino        | svincolato            |
| P        | Doni                      | Juventude     | definitivo (18 000 €) |
| D        | Cesare Bovo               | Lecce         | -                     |
| C        | Edgar Álvarez             | Peñarol       | prestito              |

| Cessioni | Cessioni             | Cessioni      | Cessioni   |
| R.       | Nome                 | a             | Modalità   |
| -------- | -------------------- | ------------- | ---------- |
| P        | Ivan Pelizzoli       | Reggina       | prestito   |
| D        | Luigi Sartor         | Sopron        | -          |
| D        | Gianluca Comotto     | Ascoli        | prestito   |
| A        | Daniele Corvia       | Ternana       | prestito   |
| D        | Saliou Lassissi      | Nancy         | svincolato |
| D        | Traïanos Dellas      | AEK Atene     | svincolato |
| D        | Abel Xavier          | Middlesbrough | svincolato |
| D        | Matteo Ferrari       | Everton       | prestito   |
| D        | Andrea Briotti       | Napoli        | -          |
| P        | Carlo Zotti          | Ascoli        | prestito   |
| D        | Giuseppe Scurto      | Chievo        | -          |
| A        | Alessandro Simonetta | Arezzo        | -          |
| D        | Gianluca Galasso     | Ternana       | prestito   |
| C        | Valerio Virga        | Palermo       | prestito   |

### Sessione invernale(dal 3/1 al 31/1)
| Acquisti | Acquisti | Acquisti | Acquisti |
| R.       | Nome     | da       | Modalità |
| -------- | -------- | -------- | -------- |
| -        | -        | -        | -        |

| Cessioni | Cessioni        | Cessioni    | Cessioni                   |
| R.       | Nome            | a           | Modalità                   |
| -------- | --------------- | ----------- | -------------------------- |
| A        | Antonio Cassano | Real Madrid | definitivo (5,5 milioni €) |
| C        | Adewale Wahab   | Teramo      | prestito                   |
| D        | Simone Piva     | Giulianova  | -                          |

## Risultati

### Serie A

#### Girone di andata
| Arbitro: | Rosetti (Torino) |

|  |           |                                    |
|  | Marcatori | 30’ Mancini 46’ De Rossi 93’ Nonda |

| Arbitro: | Messina (Bergamo) |

|  |           |             |
|  | Marcatori | 32’ Muntari |

| Livorno 18 settembre 2005, ore 15:00 CEST 3ª giornata | Livorno           | 0 – 0 referto | Roma | Stadio Armando Picchi\| Arbitro: \| Trefoloni (Siena) \| |
| Arbitro:                                              | Trefoloni (Siena) |               |      |                                                          |

| Arbitro: | Gabriele (Ancona) |

|                                      |           |               |
| Totti 24’ Nonda 26’, 87’ Panucci 34’ | Marcatori | 30’ Cannavaro |

| Cagliari 25 settembre 2005, ore 15:00 CEST 5ª giornata | Cagliari        | 0 – 0 referto | Roma | Stadio Sant'Elia\| Arbitro: \| Dattilo (Locri) \| |
| Arbitro:                                               | Dattilo (Locri) |               |      |                                                   |

| Arbitro: | Morganti (Ascoli Piceno) |

|                        |           |                                    |
| Taddei 46’ Panucci 86’ | Marcatori | 17’ Negro 54’ Chiesa 90’ Colonnese |

| Arbitro: | Pieri (Lucca) |

|            |           |  |
| Tavano 59’ | Marcatori |  |

| Arbitro: | Paparesta (Bari) |

|           |           |            |
| Totti 40’ | Marcatori | 57’ Rocchi |

| Arbitro: | Rosetti (Torino) |

|                  |           |                                    |
| Adriano 66’, 77’ | Marcatori | 12’ Montella 30’, 47’ (rig.) Totti |

| Arbitro: | Rizzoli (Bologna) |

|                       |           |             |
| Panucci 39’ Mexès 91’ | Marcatori | 83’ Domizzi |

| Arbitro: | Dondarini (Arezzo) |

|  |           |                     |
|  | Marcatori | 34’ Mexès 81’ Totti |

| Arbitro: | Paparesta (Bari) |

|                  |           |                                               |
| Totti 65’ (rig.) | Marcatori | 46’ Nedvěd 56’ Ibrahimović 58’, 61’ Trezeguet |

| Arbitro: | Ayroldi (Molfetta) |

|            |           |                 |
| Tommasi 2’ | Marcatori | 67’ (rig.) Toni |

| Arbitro: | Rizzoli (Bologna) |

|                           |           |                       |
| Cozzolino 51’ Vučinić 57’ | Marcatori | 21’ Cassano 45’ Nonda |

| Arbitro: | Bertini (Arezzo) |

|             |           |                          |
| Cassano 35’ | Marcatori | 21’ Biava 78’ Caracciolo |

| Arbitro: | Rocchi (Firenze) |

|                   |           |           |
| Flachi 56’ (rig.) | Marcatori | 15’ Totti |

| Arbitro: | Tombolini (Ancona) |

|                                               |           |  |
| Totti 32’ (rig.), 39’ Perrotta 64’ Taddei 85’ | Marcatori |  |

| Arbitro: | Racalbuto (Agrigento) |

|  |           |              |
|  | Marcatori | 34’ Aquilani |

| Arbitro: | Rosetti (Torino) |

|             |           |  |
| Mancini 81’ | Marcatori |  |

#### Girone di ritorno
| Arbitro: | Tagliavento (Terni) |

|                           |           |                  |
| Totti 4’, 65’ Mancini 93’ | Marcatori | 91’ Franceschini |

| Arbitro: | Ayroldi (Molfetta) |

|               |           |                                                       |
| Di Natale 66’ | Marcatori | 40’ (rig.), 75’ Mancini 62’ De Rossi 79’ (rig.) Chivu |

| Arbitro: | Messina (Bergamo) |

|                                  |           |  |
| Totti 31’, 41’ (rig.) Taddei 62’ | Marcatori |  |

| Arbitro: | Trefoloni (Siena) |

|  |           |                               |
|  | Marcatori | 48’, 72’ Mancini 76’ Perrotta |

| Arbitro: | Girardi (San Donà di Piave) |

|                                                        |           |                                  |
| Perrotta 25’ De Rossi 35’ Totti 79’ (rig.), 91’ (rig.) | Marcatori | 15’ Suazo 19’ Langella 55’ Conti |

| Arbitro: | Ayroldi (Molfetta) |

|  |           |                          |
|  | Marcatori | 71’ De Rossi 94’ Mancini |

| Arbitro: | Messina (Bergamo) |

|              |           |  |
| Perrotta 15’ | Marcatori |  |

| Arbitro: | Trefoloni (Siena) |

|  |           |                         |
|  | Marcatori | 31’ Taddei 63’ Aquilani |

| Arbitro: | Pieri (Lucca) |

|           |           |               |
| Taddei 9’ | Marcatori | 89’ Materazzi |

| Arbitro: | Bertini (Arezzo) |

|                                     |           |                               |
| Quagliarella 20’ Paci 24’ Budan 42’ | Marcatori | 72’ Taddei 74’ (aut.) Comotto |

| Arbitro: | Bergonzi (Genova) |

|                          |           |               |
| Perrotta 7’ Aquilani 56’ | Marcatori | 68’ Di Napoli |

| Arbitro: | Trefoloni (Siena) |

|             |           |            |
| Emerson 35’ | Marcatori | 85’ Kharja |

| Arbitro: | Messina (Bergamo) |

|         |           |           |
| Toni 2’ | Marcatori | 72’ Cufré |

| Arbitro: | Saccani (Mantova) |

|                                   |           |                |
| Mancini 20’ (rig.), 73’ Chivu 23’ | Marcatori | 93’ Delvecchio |

| Arbitro: | Rosetti (Torino) |

|                                |           |                             |
| Di Michele 50’ Barone 52’, 79’ | Marcatori | 24’ Taddei 29’, 31’ Mancini |

| Roma 22 aprile 2006, ore 15:00 CEST 35ª giornata | Roma                     | 0 – 0 referto | Sampdoria | Stadio Olimpico di Roma\| Arbitro: \| Morganti (Ascoli Piceno) \| |
| Arbitro:                                         | Morganti (Ascoli Piceno) |               |           |                                                                   |

| Arbitro: | Pieri (Lucca) |

|                                                  |           |                                         |
| Amauri 8’, 36’ Luciano 48’ Pellissier 61’ (rig.) | Marcatori | 4’, 14’ De Rossi 25’ Taddei 62’ Dacourt |

| Arbitro: | Rosetti (Torino) |

|             |           |  |
| Tommasi 36’ | Marcatori |  |

| Arbitro: | De Marco (Chiavari) |

|                                          |           |           |
| Kaká 5’ (rig.) Márcio Amoroso 91’ (rig.) | Marcatori | 34’ Mexès |

### Coppa Italia
| Arbitro: | Dondarini (Finale Emilia) |

|  |           |                                  |
|  | Marcatori | 34’ Aquilani 40’ Nonda 83’ Okaka |

| Arbitro: | Bergonzi (Genova) |

|                          |           |            |
| Aquilani 39’ Mancini 45’ | Marcatori | 90’ Amodio |

| Arbitro: | Tombolini (Ancona) |

|                    |           |                                      |
| Del Piero 72’, 90’ | Marcatori | 38’ Mancini 61’ Tommasi 68’ Perrotta |

| Arbitro: | Dondarini (Finale Emilia) |

|  |           |          |
|  | Marcatori | 48’ Mutu |

| Arbitro: | Morganti (Ascoli Piceno) |

|                          |           |             |
| Brienza 4’ Mutarelli 69’ | Marcatori | 1’ Perrotta |

| Arbitro: | Racalbuto (Agrigento) |

|             |           |  |
| Tommasi 30’ | Marcatori |  |

| Arbitro: | Trefoloni (Siena) |

|             |           |         |
| Mancini 55’ | Marcatori | 8’ Cruz |

| Arbitro: | Messina (Bergamo) |

|                                   |           |           |
| Cambiasso 6’ Cruz 45’ Martins 76’ | Marcatori | 80’ Nonda |

### Coppa UEFA

#### Primo turno
| Arbitro: | Proença |

|                                                     |           |              |
| Aquilani 1’ Panucci 22’, 43’ Montella 27’ Totti 53’ | Marcatori | 39’ Sanjurjo |

| Salonicco 29 settembre 2005, ore 21:00 CEST Ritorno | Arīs Salonicco | 0 – 0 referto | Roma | Stadio Kleanthis Vikelidis\| Arbitro: \| Yefet \| |
| Arbitro:                                            | Yefet          |               |      |                                                   |

#### Fase a gironi
| Arbitro: | Sippel |

|          |           |                       |
| Arst 42’ | Marcatori | 35’ Kuffour 84’ Cufré |

| Arbitro: | Mallenco |

|             |           |             |
| Cassano 72’ | Marcatori | 51’ Bellaid |

| Arbitro: | Hansson |

|                            |           |           |
| Žigić 37’, 86’ Purović 77’ | Marcatori | 23’ Nonda |

| Arbitro: | Fleischer |

|                                |           |            |
| Taddei 12’ Totti 45’ Nonda 49’ | Marcatori | 78’ Petrić |

#### Fase ad eliminazione diretta
| Arbitro: | Baskakov |

|              |           |                                       |
| Portillo 61’ | Marcatori | 44’ (aut.) Vanaudenaerde 74’ Perrotta |

| Arbitro: | Bo Larsen |

|                      |           |              |
| Mancini 55’ Bovo 71’ | Marcatori | 60’ Verheyen |

| Arbitro: | Sars |

|                   |           |  |
| Yakubu 12’ (rig.) | Marcatori |  |

| Arbitro: | Øvrebø |

|                         |           |                 |
| Mancini 43’, 66’ (rig.) | Marcatori | 32’ Hasselbaink |

## Statistiche

### Statistiche di squadra
| Competizione | Punti | In casa | In casa | In casa | In casa | In casa | In casa | In trasferta | In trasferta | In trasferta | In trasferta | In trasferta | In trasferta | Totale | Totale | Totale | Totale | Totale | Totale | DR  |
| Competizione | Punti | G       | V       | N       | P       | Gf      | Gs      | G            | V            | N            | P            | Gf           | Gs           | G      | V      | N      | P      | Gf     | Gs     | DR  |
| ------------ | ----- | ------- | ------- | ------- | ------- | ------- | ------- | ------------ | ------------ | ------------ | ------------ | ------------ | ------------ | ------ | ------ | ------ | ------ | ------ | ------ | --- |
| Serie A      | 69    | 19      | 11      | 4       | 4       | 35      | 21      | 19           | 8            | 8            | 3            | 35           | 21           | 38     | 19     | 12     | 7      | 70     | 42     | +28 |
| Coppa Italia | -     | 4       | 2       | 1       | 1       | 4       | 3       | 4            | 2            | 0            | 2            | 8            | 7            | 8      | 4      | 1      | 3      | 12     | 10     | +2  |
| Coppa UEFA   | -     | 5       | 4       | 1       | 0       | 13      | 5       | 5            | 2            | 1            | 2            | 5            | 6            | 10     | 6      | 2      | 2      | 18     | 11     | +7  |
| Totale       | -     | 28      | 17      | 6       | 5       | 52      | 29      | 28           | 12           | 9            | 7            | 48           | 34           | 56     | 29     | 15     | 12     | 100    | 63     | 37  |

### Andamento in campionato
| Giornata  | 1 | 2 | 3  | 4 | 5  | 6  | 7  | 8  | 9  | 10 | 11 | 12 | 13 | 14 | 15 | 16 | 17 | 18 | 19 | 20 | 21 | 22 | 23 | 24 | 25 | 26 | 27 | 28 | 29 | 30 | 31 | 32 | 33 | 34 | 35 | 36 | 37 | 38 |
| --------- | - | - | -- | - | -- | -- | -- | -- | -- | -- | -- | -- | -- | -- | -- | -- | -- | -- | -- | -- | -- | -- | -- | -- | -- | -- | -- | -- | -- | -- | -- | -- | -- | -- | -- | -- | -- | -- |
| Luogo     | T | C | T  | C | T  | C  | T  | C  | T  | C  | T  | C  | C  | T  | C  | T  | C  | T  | C  | C  | T  | C  | T  | C  | T  | C  | T  | C  | T  | C  | T  | T  | C  | T  | C  | T  | C  | T  |
| Risultato | V | P | N  | V | N  | P  | P  | N  | V  | V  | V  | P  | N  | N  | P  | N  | V  | V  | V  | V  | V  | V  | V  | V  | V  | V  | V  | N  | P  | V  | N  | N  | V  | N  | N  | N  | V  | P  |
| Posizione | 2 | 9 | 10 | 7 | 10 | 12 | 14 | 14 | 12 | 8  | 6  | 8  | 9  | 9  | 10 | 10 | 8  | 7  | 6  | 6  | 6  | 5  | 5  | 5  | 5  | 4  | 4  | 5  | 5  | 5  | 5  | 5  | 4  | 5  | 5  | 5  | 5  | 5  |

Legenda:

Luogo: C = Casa; T = Trasferta. Risultato: V = Vittoria; N = Pareggio; P = Sconfitta.

### Statistiche dei giocatori
A completamento dei dati si deve tener conto di un'autorete a favore dei giallorossi nella partita di Coppa UEFA con il Club Bruges
| Giocatore          | Serie A  | Serie A | Serie A     | Serie A    | Coppa Italia | Coppa Italia | Coppa Italia | Coppa Italia | Coppa UEFA | Coppa UEFA | Coppa UEFA  | Coppa UEFA | Totale   | Totale | Totale      | Totale     |
| Giocatore          | Presenze | Reti    | Ammonizioni | Espulsioni | Presenze     | Reti         | Ammonizioni  | Espulsioni   | Presenze   | Reti       | Ammonizioni | Espulsioni | Presenze | Reti   | Ammonizioni | Espulsioni |
| ------------------ | -------- | ------- | ----------- | ---------- | ------------ | ------------ | ------------ | ------------ | ---------- | ---------- | ----------- | ---------- | -------- | ------ | ----------- | ---------- |
| A. Aquilani        | 24       | 3       | 8           | 0          | 4            | 2            | 0            | 0            | 8          | 1          | 1           | 0          | 36       | 6      | 9           | 0          |
| E. Álvarez         | 20       | 0       | 0           | 0          | 4            | 0            | 0            | 0            | 8          | 0          | 1           | 0          | 32       | 0      | 1           | 0          |
| C. Bovo            | 22       | 0       | 5           | 2          | 7            | 0            | 0            | 0            | 7          | 1          | 3           | 0          | 36       | 1      | 8           | 2          |
| A. Cassano         | 5        | 2       | 0           | 0          | 0            | 0            | 0            | 0            | 2          | 1          | 0           | 0          | 7        | 3      | 0           | 0          |
| A. Cerci           | 1        | 0       | 0           | 0          | 1            | 0            | 0            | 0            | 0          | 0          | 0           | 0          | 2        | 0      | 0           | 0          |
| C. Chivu           | 27       | 2       | 3           | 1          | 7            | 0            | 0            | 0            | 4          | 0          | 1           | 0          | 38       | 2      | 4           | 1          |
| L. Cufré           | 28       | 1       | 4           | 0          | 5            | 0            | 0            | 0            | 8          | 1          | 0           | 0          | 41       | 2      | 4           | 0          |
| G. Curci           | 10       | -13     | 0           | 0          | 5            | -6           | 0            | 0            | 8          | -10        | 1           | 0          | 23       | -29    | 1           | 0          |
| O. Dacourt         | 26       | 1       | 8           | 0          | 5            | 0            | 1            | 0            | 7          | 0          | 2           | 0          | 38       | 1      | 11          | 0          |
| D. De Rossi        | 34       | 6       | 10          | 0          | 4            | 0            | 0            | 0            | 7          | 0          | 0           | 1          | 45       | 6      | 10          | 1          |
| Doni               | 28       | -29     | 4           | 0          | 3            | -4           | 0            | 0            | 2          | -1         | 0           | 0          | 33       | -34    | 4           | 0          |
| D. Eleftheropoulos | 0        | 0       | 0           | 0          | 0            | 0            | 0            | 0            | 0          | 0          | 0           | 0          | 0        | 0      | 0           | 0          |
| A. Giacomini       | 0        | 0       | 0           | 0          | 1            | 0            | 0            | 0            | 0          | 0          | 0           | 0          | 1        | 0      | 0           | 0          |
| L. Greco           | 1        | 0       | 0           | 0          | 2            | 0            | 0            | 0            | 0          | 0          | 0           | 0          | 3        | 0      | 0           | 0          |
| H. Kharja          | 12       | 1       | 1           | 0          | 5            | 0            | 0            | 0            | 8          | 0          | 0           | 0          | 25       | 1      | 1           | 0          |
| S. Kuffour         | 21       | 0       | 3           | 0          | 3            | 0            | 0            | 0            | 7          | 1          | 0           | 0          | 31       | 1      | 3           | 0          |
| Mancini            | 27       | 12      | 5           | 0          | 7            | 3            | 0            | 0            | 7          | 3          | 1           | 0          | 41       | 18     | 6           | 0          |
| M. Marsili         | 0        | 0       | 0           | 0          | 0            | 0            | 0            | 0            | 0          | 0          | 0           | 0          | 0        | 0      | 0           | 0          |
| P. Mexès           | 27       | 3       | 6           | 2          | 7            | 0            | 0            | 0            | 9          | 0          | 3           | 1          | 43       | 3      | 9           | 3          |
| V. Montella        | 13       | 1       | 1           | 0          | 0            | 0            | 0            | 0            | 3          | 1          | 0           | 0          | 16       | 2      | 1           | 0          |
| S. Nonda           | 15       | 4       | 1           | 0          | 2            | 2            | 0            | 0            | 5          | 2          | 0           | 0          | 22       | 8      | 1           | 0          |
| S. Okaka           | 8        | 0       | 0           | 0          | 6            | 1            | 0            | 0            | 3          | 0          | 0           | 0          | 17       | 1      | 0           | 0          |
| C. Panucci         | 36       | 3       | 4           | 0          | 6            | 0            | 0            | 0            | 9          | 2          | 0           | 0          | 51       | 5      | 4           | 0          |
| S. Perrotta        | 35       | 5       | 7           | 0          | 5            | 2            | 0            | 0            | 7          | 1          | 0           | 1          | 47       | 8      | 7           | 1          |
| P. Pipolo          | 0        | 0       | 0           | 0          | 0            | 0            | 0            | 0            | 0          | 0          | 0           | 0          | 0        | 0      | 0           | 0          |
| A. Rosi            | 17       | 0       | 4           | 0          | 6            | 0            | 0            | 0            | 3          | 0          | 0           | 0          | 26       | 0      | 4           | 0          |
| L. Sartor          | 0        | 0       | 0           | 0          | 0            | 0            | 0            | 0            | 0          | 0          | 0           | 0          | 0        | 0      | 0           | 0          |
| R. Taddei          | 38       | 8       | 3           | 0          | 5            | 0            | 0            | 0            | 10         | 1          | 0           | 0          | 53       | 9      | 3           | 0          |
| D. Tommasi         | 27       | 2       | 1           | 0          | 8            | 2            | 0            | 0            | 3          | 0          | 1           | 0          | 38       | 4      | 2           | 0          |
| F. Totti           | 24       | 15      | 3           | 0          | 2            | 0            | 0            | 0            | 3          | 2          | 0           | 0          | 29       | 17     | 3           | 0          |